# 앤마리 슬로터

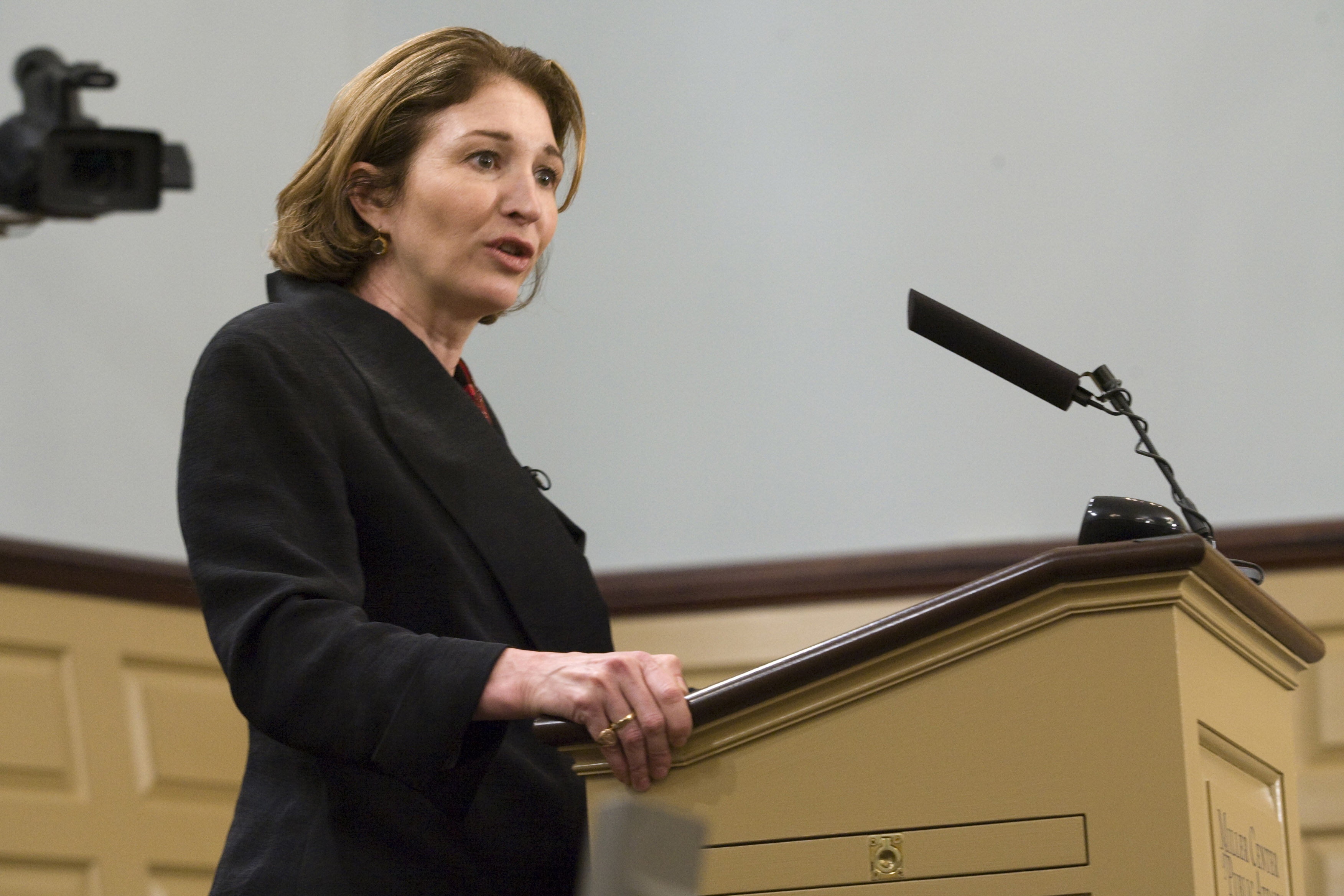
앤마리 슬로터

앤마리 슬로터(Ann-Marie Slaughter, 1958년 9월 27일 ~ 현재)는 미국의 학자로, 프린스턴 대학교 국제정치학과 교수이다. 그 이전에는 프린스턴의 우드로 윌슨 공공국제정책대학원 학장을 지냈다.
슬로터는 학자일 뿐만 아니라, 대외정책 분석가, 시사 평론가이기도 하다. 또한 2009년 1월부터 2011년 2월까지는 미국 국무부의 정책기획실장(Director of Policy Planning)을 지냈다. 또한 그는 미국 국제법학회의 학회장을 지낸 국제 변호사이자, 하버드 대학교, 시카고 대학교에서 강의한 정치학자이기도 하다.